# 닛포리정
닛포리정(日暮里町)은 도쿄부 기타토시마군에 일찍이 존재했던 정이다. 현재의 아라카와구에 해당한다.
에도 시대부터 에도 근교 농업지대로 발전해왔다.

## 역사
- 1889년 5월 1일 - 정촌제 시행에 수반해 닛포리촌이 성립하였다.
- 1920년 2월 11일 - 닛포리촌이 정으로 승격해 닛포리정이 되었다.
- 1923년 1월 - 미카와시마 사고가 발생하였다.
- 1932년 10월 1일 - 기타토시마군의 전체가 도쿄시에 편입되어 닛포리정의 구역은 아라카와구가 되었다.

## 인구
- 1920年　 21,623
- 1925年　 59,252
- 1930年　 80,217

## 교통

### 철도
- 국철 (→ JR동일본)
  - 조반선
- 게이세이 전철
- 오지 전기철도 (현 도쿄도 전차)
  - 오지 전기철도선

## 참고문헌
- 深津雅直編『東京市区改正全書』法弘社、1889年。
- 大日本篤農家名鑑編纂所編『大日本篤農家名鑑』大日本篤農家名鑑編纂所、1910年。
- 人事興信所編『人事興信録 第7版』人事興信所、1925年。
- 交詢社編『日本紳士録 第35版』交詢社、1931年。
- 商工省大臣官房統計課編『全国工場通覧』日刊工業新聞社、1931年。
- 人事興信所編『人事興信録 第11版 下』人事興信所、1937 - 1939年。
- 人事興信所編『人事興信録 第12版 上』人事興信所、1940年。
- 帝国秘密探偵社編『大衆人事録 第14版 東京篇』帝国秘密探偵社、1942年。